# Lista siturilor arheologice din județul Brașov - M
Lista siturilor arheologice din județul Brașov - M conține toate siturile arheologice din județul Brașov înscrise în Repertoriul Arheologic Național (RAN) și aflate în localități al căror nume începe cu litera M. RAN este administrat de Ministerul Culturii și Patrimoniului Național și cuprinde date științifice, cartografice, topografice, imagini și planuri, precum și orice alte informații privitoare la zonele cu potențial arheologic, studiate sau nu, încă existente sau dispărute.
Puteți căuta un sit din localitățile care încep cu litera M folosind formularul de mai jos sau puteți naviga prin toate siturile din județ la Lista siturilor arheologice din județul Brașov.
| Cod RAN     | Denumire | Localitate                         | Adresă                      | Datare                           | Descoperit | Coordonate | Imagine           | Erori            |
| ----------- | --- | ---------------------------------- | --------------------------- | -------------------------------- | ---------- | ---------- | ----------------- | ---------------- |
| 41729.01.06 | Situl arheologic de la Mateiaș- Șipot / ansamblu anonim (Categorie: locuire civilă) (Tip: Așezare)                                                          | sat Mateiaș, comuna Racoș          | Șipot                       | Wietenberg                       |            |            | Încărcați imagine | Raportați eroare |
| 41729.01.01 | Situl arheologic de la Mateiaș- Șipot / ansamblu anonim (Categorie: locuire civilă) (Tip: Așezare)                                                          | sat Mateiaș, comuna Racoș          | Șipot                       | geto-dacică                      |            |            | Încărcați imagine | Raportați eroare |
| 41729.01.02 | Situl arheologic de la Mateiaș- Șipot / ansamblu anonim (Categorie: locuire civilă) (Tip: Așezare)                                                          | sat Mateiaș, comuna Racoș          | Șipot                       |                                  |            |            | Încărcați imagine | Raportați eroare |
| 41729.01.03 | Situl arheologic de la Mateiaș- Șipot / ansamblu anonim (Categorie: locuire civilă) (Tip: Așezare)                                                          | sat Mateiaș, comuna Racoș          | Șipot                       | daco-romană                      |            |            | Încărcați imagine | Raportați eroare |
| 41729.01.04 | Situl arheologic de la Mateiaș- Șipot / ansamblu anonim (Categorie: locuire civilă) (Tip: Așezare)                                                          | sat Mateiaș, comuna Racoș          | Șipot                       |                                  |            |            | Încărcați imagine | Raportați eroare |
| 41729.01.05 | Situl arheologic de la Mateiaș- Șipot / ansamblu anonim (Categorie: locuire civilă) (Tip: Așezare)                                                          | sat Mateiaș, comuna Racoș          | Șipot                       |                                  |            |            | Încărcați imagine | Raportați eroare |
| 41391.01.01 | Descoperirile neolitice de la Măieruș / ansamblu anonim (Categorie: neprecizată) (Tip: neprecizat)                                                          | sat Măieruș, comuna Măieruș        |                             |                                  |            |            | Încărcați imagine | Raportați eroare |
| 41391.02.01 | Posibile așezări de epoca bronzului la Măieruș / ansamblu anonim (Categorie: locuire civilă) (Tip: Așezare)                                                 | sat Măieruș, comuna Măieruș        |                             |                                  |            |            | Încărcați imagine | Raportați eroare |
| 40731.01    | Descoperirile de epoca bronzului de la Meșendorf (Categorie: neprecizată) (Tip: neprecizat)                                                                 | sat Meșendorf, comuna Bunești      |                             |                                  |            |            | Încărcați imagine | Raportați eroare |
| 41426.01.01 | Așezarea de epoca bronzului de la Mândra - "La Stâne" / ansamblu anonim (Categorie: locuire civilă) (Tip: Așezare)                                          | sat Mândra, comuna Mândra          | La Stâne                    |                                  |            |            | Încărcați imagine | Raportați eroare |
| 41426.02.02 | Situl arheologic de la Mândra - "Gura Urășii" / ansamblu anonim (Categorie: locuire civilă) (Tip: Așezare)                                                  | sat Mândra, comuna Mândra          | Gura Urășii                 |                                  |            |            | Încărcați imagine | Raportați eroare |
| 41426.02.01 | Situl arheologic de la Mândra - "Gura Urășii" / ansamblu anonim (Categorie: locuire civilă) (Tip: Așezare)                                                  | sat Mândra, comuna Mândra          | Gura Urășii                 |                                  |            |            | Încărcați imagine | Raportați eroare |
| 41391.03.01 | Așezarea hallstattiană de la Măieruș / ansamblu anonim (Categorie: locuire civilă) (Tip: Așezare)                                                           | sat Măieruș, comuna Măieruș        |                             | - A-B                            |            |            | Încărcați imagine | Raportați eroare |
| 41426.03.01 | Așezari hallstattiene la Mândra - " La Stâne și Gura Râușorului" / ansamblu anonim (Categorie: descoperiri izolate de artefacte) (Tip: descoperiri izolate) | sat Mândra, comuna Mândra          | La Stâne și Gura Râușorului |                                  |            |            | Încărcați imagine | Raportați eroare |
| 41391.04.01 | Tezaurul monetar dacic de la Măieruș- Turnul Roșu / ansamblu anonim (Categorie: depozit/tezaur) (Tip: tezaur)                                               | sat Măieruș, comuna Măieruș        | Turnul Roșu                 | dacică                           |            |            | Încărcați imagine | Raportați eroare |
| 41275.02.01 | Posibila așezare de la Mercheașa / ansamblu anonim (Categorie: locuire civilă) (Tip: Așezare)                                                               | sat Mercheasa, comuna Homorod      |                             |                                  |            |            | Încărcați imagine | Raportați eroare |
| 40731.02.01 | Probabilă așezare romană la Meșendorf / ansamblu anonim (Categorie: locuire civilă) (Tip: Așezare)                                                          | sat Meșendorf, comuna Bunești      |                             |                                  |            |            | Încărcați imagine | Raportați eroare |
| 40731.02.02 | Probabilă așezare romană la Meșendorf / ansamblu anonim (Categorie: locuire civilă) (Tip: Așezare)                                                          | sat Meșendorf, comuna Bunești      |                             |                                  |            |            | Încărcați imagine | Raportați eroare |
| 41426.04.01 | Situl arheologic de la Mândra- Gura Râușorului / ansamblu anonim (Categorie: locuire civilă) (Tip: Așezare)                                                 | sat Mândra, comuna Mândra          | Gura Râușorului             | sec.VIII-IX                      |            |            | Încărcați imagine | Raportați eroare |
| 41426.04.02 | Situl arheologic de la Mândra- Gura Râușorului / ansamblu anonim (Categorie: locuire civilă) (Tip: Așezare)                                                 | sat Mândra, comuna Mândra          | Gura Râușorului             |                                  |            |            | Încărcați imagine | Raportați eroare |
| 41426.04.03 | Situl arheologic de la Mândra- Gura Râușorului / ansamblu anonim (Categorie: locuire civilă) (Tip: Așezare)                                                 | sat Mândra, comuna Mândra          | Gura Râușorului             | sec.IV-III a.Ch                  |            |            | Încărcați imagine | Raportați eroare |
| 41391.05.01 | Așezarea din epoca migrațiilor de la Măieruș / ansamblu anonim (Categorie: locuire civilă) (Tip: Așezare)                                                   | sat Măieruș, comuna Măieruș        |                             |                                  |            |            | Încărcați imagine | Raportați eroare |
| 41391.06.01 | Așezarea romană de la Măieruș / ansamblu anonim (Categorie: locuire civilă) (Tip: Așezare)                                                                  | sat Măieruș, comuna Măieruș        |                             |                                  |            |            | Încărcați imagine | Raportați eroare |
| 41275.01    | Așezarea eneolitică de la Mercheasa (Categorie: locuire) (Tip: locuire)                                                                                     | sat Mercheasa, comuna Homorod      |                             | sec. III - IV                    |            |            | Încărcați imagine | Raportați eroare |
| 41275.01.01 | Așezarea eneolitică de la Mercheasa / ansamblu anonim (Categorie: locuire) (Tip: sit)                                                                       | sat Mercheasa, comuna Homorod      |                             | Cucuteni - Ariușd                |            |            | Încărcați imagine | Raportați eroare |
| 41480.03.01 | Peștera Coacăzei de la Moieciu / ansamblu anonim (Categorie: locuire) (Tip: Așezare în peșteră)                                                             | sat Moieciu de Jos, comuna Moieciu | Peștera Coacăzei            | Musternian/Aurignacian/Gravetian |            |            | Încărcați imagine | Raportați eroare |